# 李长荣 (1941年)
李长荣（1941年—），女，四川隆昌人，中华人民共和国政治人物，曾任大庆市政协副主席，第五届全国人大代表。